# Білоруська державна академія музики

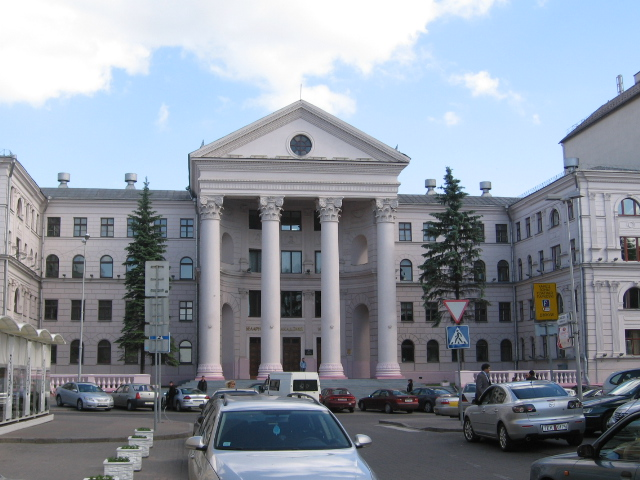
Білоруська державна академія музики (арх. Роман Гегарт)

Білоруська державна академія музики — Вищий навчальний заклад музичного профілю у Мінську. Заснована в 1932 році, до 1992 року — Білоруська державна консерваторія ім. А. В. Луначарського.
Академія має філіали в Гродно, Бересті, Гомелі, Вітебську та Молодечно. Академія має художні колективи — симфонічний оркестр «Молода Білорусь», камерний оркестр «Gradus ad Parnassum», оркестр духових інструментів «Фанфари Білорусі», оркестр російських народних інструментів, оркестр білоруських народних інструментів, академічний концертний хор, ансамбль духових інструментів «Інтрада», ансамбль духових інструментів «Сиринкс». Також Академія організовує Конкурс піаністів, виконавців на народних інструментах імені И. Жиновича, конкурс струнних смичкових інструментів ім. М. Єльского та інші заходи.

## Працювали
- Боначич Антон Петрович (1878—1933) — співак (баритон, тенор) та педагог.
- Шперлінг Олександра Миколаївна (1867—1943) — артистка опери (меццо-сопрано й контральто) та педагог.
- Гольдфельд Віктор Маркович (1894—1982) — радянський скрипаль і педагог. Заслужений діяч мистецтв Білоруської РСР (1980).